# Guy Caro
Ne doit pas être confondu avec Guy Caron.
Guy Caro, né le 29 mai 1937 à Plessala (Côtes-d'Armor), est un médecin psychiatre et hygiéniste, militant régionaliste français. En tant que psychiatre, il exercera notamment dans le cadre du BAPU (bureau d'aide psychologique universitaire). Il fut également pendant un an directeur médical de la Clinique Burloud, établissement psychiatrique de 52 lits créé par la Fondation santé des étudiants de France, près de Rennes.

## Biographie
Issu d'une famille de notables de droite, proche du maire de Loudéac, Pierre Étienne, Guy Caro exerce comme médecin lorsqu'il s'engage en politique, au sein de la Convention des institutions républicaines de François Mitterrand, dont il est le président pour les Côtes-du-Nord en 1966.
À la fin de l'année, il est désigné par la CIR pour la représenter à la direction de la FGDS avec six autres responsables du mouvement mitterrandiste. En 1967, il soutient une thèse d'État.
Il adhère cependant rapidement au Parti socialiste unifié, retrouvant des militants de la mouvance catholique de gauche dont il se sent proche.
Dans le même temps, il rejoint le Front de libération de la Bretagne, mouvement nationaliste clandestin, qu'il quittera au début de l'année 1970.
Candidat du PSU aux législatives de 1968 dans la circonscription de Loudéac, il arrive en tête de la gauche au premier tour, avec 26 % des voix, mais n'est pas élu.
En mars 1970, il est élu conseiller général dans le canton de Plougenast, battant notamment son père, qui briguait, avec le soutien de la droite locale, la succession du sortant gaulliste qui ne se représentait pas.
Lors du congrès de Lille (juin 1971) du PSU, il appartient à la tendance « Gauche révolutionnaire » et est élu à la direction politique nationale du parti. Animateur de la commission des minorités ethniques, il défend une ligne nationaliste et indépendantiste pour la Bretagne, sans être majoritairement suivi ni par le parti, ni par les militants bretons du PSU.
De nouveau candidat aux législatives en 1973, il souffre de la concurrence du candidat du nouveau Parti socialiste, et perd plus de la moitié de ses voix.
Quelques mois plus tard, il quitte le PSU et inscrit son action militante au sein des Comités d'action bretons.
En 1976, il ne se représente pas dans son canton de Plougenast, mais dans celui, voisin, de Collinée, où il n'obtient qu'un score marginal.
Il s'engage alors dans une autre forme de militantisme, mettant ses compétences professionnelles au service de la lutte contre l'alcoolisme en Bretagne.
À ce titre, il s'oppose à la Loi Evin, qu'il juge « puritaine », ainsi qu'à l'interdiction de fumer dans les débits de boisson.
Il reste cependant attaché à la cause régionaliste, et en 1998, mène encore en Ille-et-Vilaine la liste régionalise lors de l'élection régionale.

## Ouvrages
- La Médecine en question, Paris : Maspero, 1969. Éd. revues et augmentées, 1974 et 1982. Ce livre contient la thèse pour le doctorat en Médecine soutenue à Paris par Guy CARO en1967, intitulée "Réflexion critique sur les principes de la charte médicale et le concept de médecine libérale".
  - (es) La Medicina impugnada : la práctica social de la medicina en la sociedad capitalista, Barcelone : Laia, 1972.
- Actes de la Rencontre internationale Cultures, manières de boire et alcoolisme, Rennes, 18-21 janvier 1984 (avec Jean-François Lemoine), Rennes : Bretagne, alcool et santé, 1984.
- Logiques sociales (dir.), L'Harmattan, coll. « Logiques sociales », 1990.
- Ce soir, on vous met le feu !, Nantes : Éditions du petit véhicule, 1998. Ouvrage consacré au football au Bretagne.
- De l’alcoolisme au savoir-boire, L'Harmattan, 2006. 2e éd. 2007.

## Source
- Dictionnaire biographique, mouvement ouvrier, mouvement social, notice de François Prigent
- Notices d'autorité :   - VIAF
  - ISNI
  - BnF (données)
  - IdRef
  - LCCN
  - Pays-Bas
  - NUKAT
  - WorldCat